# Happy Garland
「Happy Garland」（ハッピー・ガーランド）は、伊藤かな恵の楽曲。畑亜貴が作詞、渡辺拓也が作曲を手掛けた。伊藤の8枚目のシングルとして2014年3月5日にLantisから発売された。

## 音楽性
本曲は、伊藤のアーティストデビュー5周年プロジェクトの第1弾シングルとして制作された。
春と点をテーマとしたワクワク感のある「背中を押してくれるような曲」で、歌詞は伊藤曰く「始まりを予感させるような」内容になっているという。1番の出だしの「ねえ聞いて」は、2番よりイントロが長く重要なフレーズであることから、ワクワクするまで何度も取り直したという。
なおYouTubeでは、伊藤自身が部屋を掃除することを描いたショートドラマが公開されている。

## シングルリリース
2014年3月5日にLantisから発売された。伊藤のシングルとしては前作「COLORS!」から約1年4か月ぶりのリリースとなる。
本作には女の子の一人暮らしを描いたブックレットが同梱されている。イメージは3月と4月であるが、撮影時期が1月下旬であったためスタジオにはストーブが備えられていた。ちなみに監督がモニターチェックの度に伊藤に「かわいい」と言ったため、監督のテンションが上がって伊藤が驚くハプニングもあったという。
2曲目「Starting Point」は、当初は負の感情を持つ人物が他者と触れ合うことによりプラスになることを歌ったものをつくろうと考えていたが、曲調がデモの段階と最終的なものとでテンポが変わったため、負の感情を今の自分から脱却することを象徴したものに変更したという。この他伊藤が今まで作詞した楽曲は英語を積極的に入れていなかったが、サビの最後が日本語だとしっくりこないと思ったため、仮歌に英語が入っていることを確認した後サビに英語を入れることを決意したという。

## シングル収録内容
| #         | タイトル                             | 作詞       | 作曲      | 編曲      | 時間  |
| --------- | ------------------------------------ | ---------- | --------- | --------- | ----- |
| 1.        | 「Happy Garland」                    | 畑亜貴     | 渡辺拓也  | 渡辺拓也  | 4:36  |
| 2.        | 「Starting Point」                   | 伊藤かな恵 | やしきん  | eba       | 3:57  |
| 3.        | 「Happy Garland（off vocal ver.）」  |            |           |           | 4:36  |
| 4.        | 「Starting Point（off vocal ver.）」 |            |           |           | 3:57  |
| 合計時間: | 合計時間:                            | 合計時間:  | 合計時間: | 合計時間: | 17:07 |

## チャート
| チャート（2014年）                                 | 最高位 |
| -------------------------------------------------- | ------ |
| オリコン                                           | 54     |
| Billboard JAPAN Hot Singles Sales                  | 56     |
| Billboard JAPAN Top Independent Albums and Singles | 16     |